# Чемпионат СССР по международным шашкам среди мужчин
Чемпионат СССР по международным шашкам среди мужчин — ежегодное соревнование по шашкам, которое проводились в СССР с 1954 по 1991 год. Первый чемпионат был проведён в 1954 году в Ленинграде. Ему предшествовал всесоюзный тренировочный турнир 1953 года, в котором участвовало 16 спортсменов, из них 12 мастеров спорта. Последний чемпионат прошёл в 1991 году в связи с распадом СССР. В некоторые годы для определения победителя проводился дополнительный матч.
В 1980 году состоялся первый чемпионат первой лиги.
С 1986 года стали проводить предварительный этап — 32 участника по швейцарской системе в 9 туров определяли финальную десятку, которая разыгрывала титул чемпиона. Также была создана первая лига.

## Призёры
| Номер | Год        | Место         | Золото                                   | Серебро                                | Бронза                                     | Форма проведения                                                      |
| 1     | 1954       | Ленинград     | Исер Куперман Киев                       | Пётр Святой                            | Зиновий Цирик Харьков                      | круговая система 18 участников                                        |
| 2     | 1955+ матч | Минск         | Исер Куперман Киев                       | Макс Шавель Минск                      | Зиновий Цирик Харьков Владимир Каплан Киев | круговая система 18 участников                                        |
| 3     | 1956       | Киев          | Исер Куперман Киев                       | Макс Шавель Минск                      | Анатолий Коврижкин                         | круговая система 18 участников                                        |
| 4     | 1958       | Ленинград     | Михаил Корхов                            | Моисей Становский                      | Рудольф Суплин                             | круговая система 20 участников                                        |
| 5     | 1959+ матч | Киев          | Вячеслав Щёголев                         | Михаил Корхов                          | Макс Шавель Минск                          | + матч за 1 место Щёголев — Корхов 4:2 круговая система 18 участников |
| 6     | 1960       | Минск         | Михаил Корхов                            | Зиновий Цирик Харьков                  | Макс Шавель Минск                          | круговая система 20 участников                                        |
| 7     | 1961       | Юрмала        | Андрис Андрейко Рига                     | Исер Куперман Киев                     | Эрлен Померанец Киев                       | круговая система 21 участник                                          |
| 8     | 1962       | Уфа           | Исер Куперман                            | Андрис Андрейко Рига                   | Валерий Епифанов                           | круговая система 19 участников                                        |
| 9     | 1963+ матч | Ленинград     | Вячеслав Щёголев                         | Андрис Андрейко Рига                   | Александр Рац                              | круговая система 20 участников                                        |
| 10    | 1964+ матч | Одесса        | Вячеслав Щёголев                         | Андрис Андрейко Рига                   | Николай Сретенский                         | круговая система 21 участник                                          |
| 11    | 1965       | Ташкент       | Андрис Андрейко                          | Борис Шкиткин Сергей Маншин            | -----                                      |                                                                       |
| 12    | 1966       | Москва        | Андрис Андрейко Рига                     | Владимир Каплан Киев                   | Вячеслав Щёголев                           |                                                                       |
| 13    | 1967       | Минск         | Исер Куперман Киев                       | Вячеслав Щёголев                       | Анатолий Гантварг Минск                    |                                                                       |
| 14    | 1968+ матч | Киев          | Андрис Андрейко Рига                     | Анатолий Гантварг Минск                | Вячеслав Щёголев                           |                                                                       |
| 15    | 1969       | Харьков       | Анатолий Гантварг Минск                  | Вячеслав Щёголев                       | Владимир Каплан Киев                       |                                                                       |
| 16    | 1970       | Таллин        | Андрис Андрейко Рига                     | Михаил Корхов                          | Исер Куперман Киев                         |                                                                       |
| 17    | 1971       | Ташкент       | Андрис Андрейко Рига                     | Анатолий Гантварг Минск                | Исер Куперман Киев Михаил Корхов           |                                                                       |
| 18    | 1972       | Рига          | Андрис Андрейко Рига                     | Анатолий Гантварг Минск Лев Слободской | ------                                     |                                                                       |
| 19    | 1973       | Вильнюс       | Анатолий Гантварг Минск                  | Александр Могилянский                  | Вячеслав Щёголев                           |                                                                       |
| 20    | 1974       | Львов         | Владимир Агафонов                        | Вячеслав Щёголев                       | Николай Абациев                            |                                                                       |
| 21    | 1975       | Ворошиловград | Андрис Андрейко Рига                     | Анатолий Гантварг Минск                | Александр Могилянский                      |                                                                       |
| 22    | 1976       | Одесса        | Вячеслав Щёголев                         | Ростислав Лещинский                    | Макс Шавель Минск                          |                                                                       |
| 23    | 1977       | Ереван        | Анатолий Гантварг Минск                  | Николай Мищанский Донецк               | Лев Слободской Харьков                     |                                                                       |
| 24    | 1978       | Минск         | Михаил Кореневский                       | Вячеслав Щёголев                       | Анатолий Чулков                            |                                                                       |
| 25    | 1979       | Рига          | Михаил Кореневский Александр Могилянский | ------                                 | Александр Дыбман                           |                                                                       |
| 26    | 1980       | Одесса        | Николай Мищанский                        | Александр Дыбман                       | Вячеслав Щёголев                           |                                                                       |
| 27    | 1981       | Ленинград     | Анатолий Гантварг                        | Леонид Ципес                           | Михаил Кореневский                         |                                                                       |
| 28    | 1982       | Киев          | Александр Балякин                        | Ростислав Лещинский                    | Вадим Вирный                               |                                                                       |
| 29    | 1983       | Таллин        | Александр Дыбман                         | Вадим Вирный                           | Вячеслав Щёголев                           |                                                                       |
| 30    | 1984       | Архангельск   | Александр Дыбман                         | Анатолий Гантварг Минск                | Александр Балякин                          |                                                                       |
| 31    | 1985       | Харьков       | Николай Мищанский                        | Вадим Вирный                           | Ростислав Лещинский                        |                                                                       |
| 32    | 1986       | Минск         | Александр Дыбман                         | Александр Балякин                      | Николай Мищанский                          |                                                                       |
| 33    | 1987       | Даугавпилс    | Михаил Кореневский                       | Гунтис Валнерис                        | Александр Могилянский                      |                                                                       |
| 34    | 1988       | Ереван        | Александр Балякин Алексей Чижов          | -------                                | Гунтис Валнерис                            |                                                                       |
| 35    | 1989       | Ташкент       | Александр Балякин                        | Вадим Вирный                           | Александр Шварцман                         |                                                                       |
| 36    | 1990       | Ленинград     | Алексей Чижов                            | Евгений Ватутин                        | Гунтис Валнерис                            |                                                                       |
| 37    | 1991       | Орёл          | Александр Шварцман                       | Игорь Рыбаков                          | Николай Мищанский                          |                                                                       |